# Карниде (Помбал)
Карниде (порт. Carnide) — район (фрегезия) в Португалии, входит в округ Лейрия. Является составной частью муниципалитета Помбал. По старому административному делению входил в провинцию Бейра-Литорал. Входит в экономико-статистический субрегион Пиньял-Литорал, который входит в Центральный регион. Население составляет 1722 человека на 2001 год. Занимает площадь 22,93 км².
Покровителем района считается Санту-Элиаш (порт. Santo Elias).

## История
Район основан в 1952 году